# Státní znak Libanonu
Státní znak Libanonu nebyl nikdy oficiálně zaveden. Libanon je tak jedním z mála států, který dosud oficiálně nezavedl státní znak.

## Historie
11. listopadu 1943 byl schválen návrh poslance Henri Phillipe Pharaouna na vlajku (v té době ještě nevzniklého) nového Libanonu. Vlajka (platná dodnes) byla poprvé vztyčená 21. listopadu 1943 ve 23:20 v městečku Bechamoun nedaleko Bejrútu, v předvečer jednostranného vyhlášení nezávislosti na Francii. Oficiálně byla zavedena ústavním zákonem 7. prosince 1943. Plná nezávislost byla vyhlášena 1. ledna 1944. Státní znak však v době vyhlášení nezávislosti zaveden nebyl. V případě potřeby se však užíval (renesanční) červený štít s cedrem na stříbrném šikmém břevnu (viz Heroldské figury).
V textu ústavního zákona byl pro vlajku uveden termín „zelený cedr”, po zavedení se však užívaly (protiústavní) vlajky s hnědými kmeny stromu. Stejný princip byl užit i u neoficiálního znaku. Od poloviny 90. let 20. století se začala užívat správně barevná vlajka s cele zeleným cedrem a toto se promítlo i na znak (stále neoficiální).

## Znak libanonského prezidenta

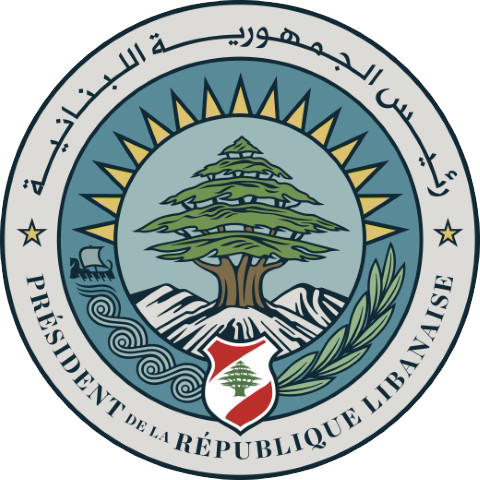
Znak libanonského prezidenta